# Nelson Frazier
Nelson Frazier (født 14. februar 1971, død 18. februar 2014) var en amerikansk fribryder, der var kendt som Mabel og senere under navnene Viscera og Big Daddy V i World Wrestling Entertainment.

## Biografi

### World Wrestling Federation
Nelson Frazier debuterede som Mabel i WWF, tilbage i 1993, som den ene halvdel af tag teamet Men on a Mission sammen med Mo. De blev kendt for at blive rappet til ringen af deres manager Oscar. Holdet vandt WWF tag team titlerne fra The Quebecers. Holdet tabte titlerne igen til Smoking Gunns, og holdet blev derefter "bad guys" men vandt aldrig titlerne igen. Mabel begyndte at wrestle alene, og hans store gennembrud kom ved WWF King of the Ring 1995 da han vandt King of the Ring turneringen. Derfor blev han King Mabel og fik en titel kamp mod Diesel ved WWF Summerslam 1995, men Mabel tabte kampen. Herefter indledte Mabel, sammen med Yokozuna, en fejde mod The Undertaker hvor de forårsagede skader til Takers ansigt, og var skyld i at han måtte bære en maske. Frazier blev dog fyret fra WWF.

### World Wrestling Federation - Del 2
Frazier blev genhyret i 1999, og dukkede op ved WWF Royal Rumble 1999 som Mr. McMahons bodyguard der skulle hjælpe ham mod Ministry of Darkness, og klarede sig storartet indtil alle medlemmerne af Ministry of Darkness eliminerede ham, og kidnappede ham. Mabel blev "genfødt" som den gotiske og mørke figur, Viscera. Han havde en lang sort læderfrakke, dæmoniske kontakt linser og en hvid mohawk frisure. Nu wrestlede han selv for Ministry of Darkness, efter de havde hjernevasket ham. Da Ministry of Darkness blev splittet, havde Viscera dog minimalt at lave i WWF og i 2000 blev han fyret igen.

### World Wrestling Federation - Del 3
Efter 4 år som wrestler på små forbund (bl.a. i TNA som Mabel, hvor han taggede med Ron Killings) vendte Viscera igen tilbage til WWF, nu WWE. Her dukkede han op sammen med Gangrel for at overfalde The Undertaker på SmackDown!. Ugen efter wrestlede de to i en Handicap match mod Undertaker, men tabte. Herefter dukkede Viscera op på RAW, og efter et par måneder tog hans figur en sær drejning. Viscera blev The 500-pound Love Machine og lagde an på flere af WWE divaerne, primært Trish Stratus og Lillian Garcia. Faktisk indledte Garcia et forhold til Viscera, men da hun friede til ham ved WWE Vengeance 2005, dukkede en gammel kending – The Godfather – op, og overtalte Viscera til ikke at gifte sig. Viscera fortsatte sit komiske gimmick. Mange af hans tricks i ringen relaterede til hans navn, da de ofte var vulgære.